# Anchovia macrolepidota
Anchovia macrolepidota is een straalvinnige vis uit de familie van ansjovissen (Engraulidae), orde van haringachtigen (Clupeiformes). De vis kan een lengte bereiken van 15 centimeter.

## Leefomgeving
Anchovia macrolepidota komt in zeewater en brak water voor. De soort komt voor in tropische wateren in de Grote Oceaan.

## Relatie tot de mens
Anchovia macrolepidota is voor de visserij van beperkt commercieel belang. In de hengelsport wordt er weinig op de vis gejaagd.